# Krszta Iszkruljev
Krszta Iszkruljev (Nervi, 1881. április 21. – Nervi, 1914. április 6.) fővárosi gimnáziumi tanár, a magyarországi anarchoszindikalista mozgalom képviselője.

## Élete
Szülei Isskruljev Elek és Koztitej Zsivka. Az 1890-es években lépett be az MSZDP-be, 1907-től fogva vett részt a Társadalmi Forradalom című lap köréhez tartozó anarchisták munkájában, 1909-ben a szerb szociáldemokrata agitációs bizottságot irányította. 1910-ben a hozzá hasonlóan anarchoszindikalista nézeteket valló Szabó Ervinnel közösen vett részt a Szindikalizmus című kiáltvány kiadásában, illetve a mozgalom szervezésében, ám emiatt a szociáldemokrata pártból kizárták. 1913. november 29-én Budapesten feleségül vette Gárdonyi (Adler) Eugéniát (?, 1885. április 11. – Budapest, 1946. május 15.). Elhunyt az olaszországi Nerviben, a Via Carignano 5. szám alatt.